# Metropolitní plán hlavního města Prahy

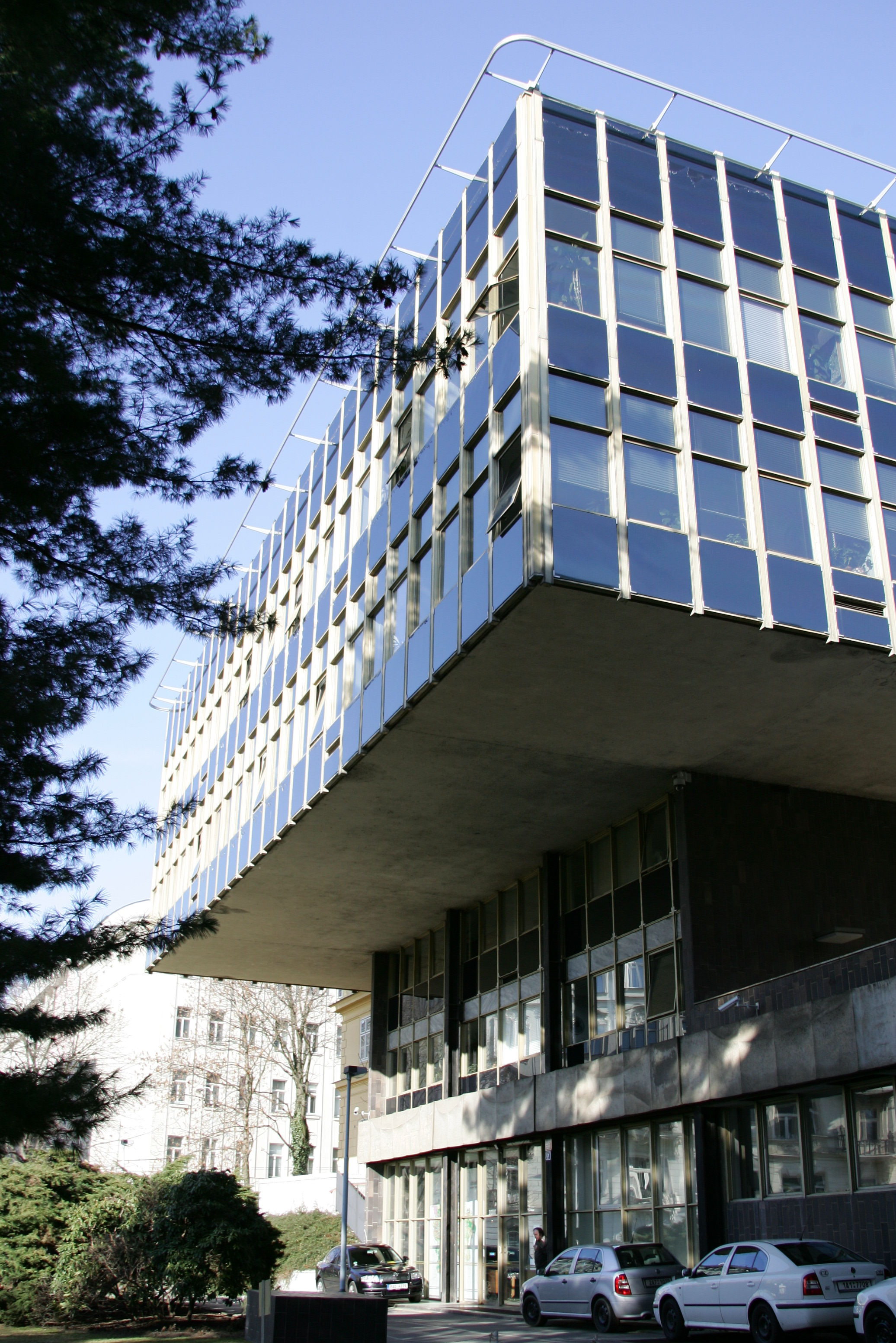
Sídlo Útvaru rozvoje hl. m. Prahy

Metropolitní plán je územní plán hlavního města Prahy. Územní plán určuje, jak se bude město v následujících deseti až dvaceti letech rozvíjet, kde se smí a nesmí stavět apod. Je to závazný plán pro stavební úřady, které mohou v konečné fázi vydat povolení k umístění konkrétní stavby. Aktuálně platný územní plán byl totiž schválen roku 1999 a jeho platnost měla vypršet v roce 2022. Navíc se od té doby hlavní město v mnohém změnilo a proto se přistoupilo k přípravě nového územního plánu, jehož pořízení bylo zahájeno na základě usnesení Zastupitelstva hl. m. Prahy ze 7. 6. 2012. Cílem nového Metropolitního plánu je zastavit rozšiřování města do krajiny nebo zajištění dostatku kvalitní veřejné vybavenosti. Pro to vymezí zastavitelná a nezastavitelná území, určí, jak dané území využívat nebo stanoví výškovou regulaci. Proces tvorby plánu stanoví především stavební zákon a další předpisy. Plán lze v digitální podobně prohlížet v aplikaci na webu Institutu plánování a rozvoje hlavního města Prahy
Metropolitní plán by podle radního pro územní rozvoj Petra Hlaváčka měl být schválen do roku 2026.

## Zainteresované osoby

### Zadavatel
Zadavatelem Metropolitního plánu je samospráva hl. m. Prahy, tedy Zastupitelstvo hl.m. Prahy, které zadání nového plánu schválilo v září 2013. To schvaluje i finální podobu jeho návrhu.

### Pořizovatel
Pořizovatelem Metropolitního plánu je Odbor územního rozvoje Magistrátu hl. m. Prahy (ÚZR MHMP), který má stejný status jako například stavební úřady - orgán státní správy v přenesené působnosti. Tak je zajištěna jeho nezávislost a může tak být státním dohledem nad procesem pořizování Metropolitního plánu. Odbor má zajistit zákonnost celého procesu a dohlížet na to, aby byl v souladu se schváleným zadáním, nadřazenou dokumentací a zákony. Řídí také proces projednávání návrhu a zpracovává veškeré připomínky a námitky jak ze strany dotčených orgánů, tak městských částí i veřejnosti.

### Zpracovatel
Projektantem Metropolitního plánu je Institut plánování a rozvoje hl. m. Prahy (IPR), při kterém zpracování plánu zajišťuje Kancelář metropolitního plánu pod vedením Ing. arch. Romana Kouckého. V souladu se zadáním, zásadami územního rozvoje a zákony ČR tak vypracovává návrh územního plánu. Následně pak do návrhu zapracovává připomínky podle pokynů pořizovatele.

## Vznik
Pořízení Metropolitního plánu inicioval tehdejší první náměstek primátora a radní pro územní rozvoj, od června 2013 již primátor hl. m. Prahy, Tomáš Hudeček (TOP 09). Zrušil přípravy "staronového" územního plánu, tzv. Konceptu 09, a na jednání Zastupitelstva hl. m. Prahy v létě roku 2012 prosadil přípravu zcela nového dokumentu, který by měl více odpovídat současným potřebám města. Zastupitelstvo hlavního města bylo při hlasování ubezpečeno, že nový územní plán dle nové metodiky bude schválen v letech 2015–2016. Tomáš Hudeček to ve své řeči komentoval slovy: "Harmonogram tak, jak je v plánu, já hodlám maximálně dodržet, ostatně i ta metodika tomu nasvědčuje, že by to neměl být problém."
Zadání Metropolitního plánu bylo schváleno v září 2013 Zastupitelstvem hl. m. Prahy. V dubnu 2014 byla představena první část Konceptu odůvodnění Metropolitního plánu, který je podkladem pro předběžnou diskusi o metodice plánu, o možnostech návrhu, o způsobu možných řešení problémů Prahy a její metropolitní oblasti. V září 2016 byl pro zpoždění s přípravou Metropolitního plánu a údajné nerespektování pokynů pořizovatele odvolán ředitel Institutu plánování a rozvoje Petr Hlaváček. V dubnu 2018 byl Metropolitní plán oficiálně předán pořizovateli. 
Podle novely stavebního zákona měl současný územní plán Prahy platit pouze do 31. prosince 2022. V případě, že by Metropolitní plán v tu dobu nebyl schválený, řídí se stavební úřady nadřazenou územně plánovací dokumentací, tedy Zásadami územního rozvoje.

## Charakteristika
Metropolitní plán by měl mít oproti předchozímu Územnímu plánu hl. m. Prahy menší škálu barev, které navíc budou mít zcela jinou funkci – místo charakteru plochy určí míru jejího povoleného zatížení, po vzoru moderních územních plánů jako například v rakouské Vídni. 
Nový návrh Metropolitního plánu zahrnuje město jako celek, ale i jednotlivé lokality, jejich charakter a využití. Charakter lokality se odvíjí od jejího historického vývoje, typu zástavby a jejích funkcí, výškové hladiny staveb, přírodně krajinného rázu, charakteru veřejných prostranství, sociálně ekonomických a kulturně civilizačních skutečností a jejich projevů. Lokality nemusí nutně respektovat hranice mezi jednotlivými městskými částmi.. Avšak jednotlivé domy, jejich architektonické řešení a nebo stromy v něm zahrnuty nejsou. Plán rozděluje území hlavního města na více než 700 lokalit, každá spadá do jednoho ze 13 typů zastavitelných území (mezi nimi je například historická část města, bloková struktura či průmyslové areály). Pokud má lokalita v plánu písmeno "Z", znamená to, že je zastavitelná. Případná nová zástavba však musí respektovat charakter lokality. Stanoví tak hranici mezi městem a okolní krajinou. Každá lokalita spadá do jednoho ze čtyř způsobů využití - obytný, rekreační, produkční nebo přírodní. Plán tak určuje, jaká činnost zde může a nemůže probíhat. 
Výstavbu v jednotlivých lokalitách má nově omezovat výšková regulace, která určí, jaká bude maximální povolená výška budov. Ta vychází z výšky stávající zástavby. Nově tedy nebude možné například v nízké zástavbě postavit o několik pater vyšší bytový dům, a to ani změnou územního plánu. Jakákoliv nová stavba bude muset zapadat do daného prostředí a charakteru zástavby. V lokalitách, kde má být udrženo intenzivní a živé město, může plán určovat i minimální výšku zástavby.
Další novinkou Metropolitního plánu má být možnost tzv. etapizace. To znamená, že pokud to bude účelné pro zajištění koordinace a postupné naplňování priorit a hlavních cílů rozvoje města, bude územní plán moci stanovit pořadí změn v území. Například v lokalitě, kde se počítá s výraznou výstavbou, určí plán plochy, jejichž zastavěnost bude podmiňovat výstavbu na jiných plochách. To má například pomoci zpomalit rozšiřování zástavby do volné krajiny na okraji Prahy.
Specifickou pozornost má Metropolitní plán věnovat veřejným prostranstvím, která budou vymezena v jeho samostatné vrstvě. Zadání Metropolitního plánu říká, že: "Kvalitativnímu standardu veřejných prostranství a jejich logice je nutné podřídit jak vedení dopravní i technické infrastruktury, tak jednotlivé stavby a stavební celky." Veřejná prostranství mají být hierarchizována například na veřejné prostranství celopražského významu, veřejné prostranství důležité pro městskou část nebo veřejné prostranství, které má formu parku, i když jím oficiálně není. Ve schváleném zadání Metropolitního plánu se píše: "Jako součást urbanistické koncepce územní plán zohlední a bude respektovat plošný rozsah a režim ochrany historických zahrad a parků, drobné plochy s parkovými úpravami budou vymezeny jako součást jiných veřejných prostranství."
V případě, když bude potřeba řešit podrobnost, kterou návrh Metropolitního plánu nezahrnuje, přijde na řadu stavební zákon. Ten nabízí tři nástroje pro podrobnější plánování území: územní studie, regulační plán a územní plán části Prahy.

## Název
V případě Prahy umožňuje stavební zákon (č. 183/2006 Sb., o územním plánování a stavebním řádu, ve znění pozdějších předpisů Archivováno 3. 7. 2020 na Wayback Machine.) dvouúrovňové pojetí územního plánu. Aby byla odlišena „horní“ úroveň (celé město) od úrovně „dolní“ (vymezená část města) užívá se nadále pro účely pořízení a vydání Územního plánu hl. m. Prahy v obou plánovacích úrovních (zejména pak při formulování konkrétních požadavků) legislativní zkratka: Metropolitní plán hl. m. Prahy.  

## Projednávání Metropolitního plánu
Projednávání návrhu Metropolitního plánu mělo být hotovo do roku 2022, jinak se stavební úřady měly řídit nadřazenou územně plánovací dokumentací - Zásadami územního rozvoje.
Do procesu projednávání plánu se mohli zapojit i občané a to ve dvou fázích - v tzv. společném jednání a v tzv. veřejném projednávání. Na základě výsledků projednání připomínek, které zpracuje pořizovatel se zpracovatelem, pak zpracovatel návrh plánu upraví.

### Kritika
Spolek Arnika dlouhodobě kritizoval magistrát za to, že veřejnosti k připravovanému Metropolitnímu plánu odpírá přístup. V roce 2021 Arnika uspěla ve sporu s magistrátem u Nejvyššího správního soudu ohledně existence spisu k Metropolitnímu plánu. Zatímco magistrát tvrdil, že spis neexistuje, soud uvedl, že existovat musí. Když pak spolek žádal o informaci ze spisu, magistrát ji odmítl. Spolek se proto v červnu 2024 odvolal k ministerstvu pro místní rozvoj. Magistrát nakonec informaci poskytl.

## Koncept odůvodnění metropolitního plánu
Koncept odůvodnění Metropolitního plánu je podkladem pro předběžnou diskusi o metodice plánu, o možnostech návrhu, o způsobu možných řešení problémů Prahy a její metropolitní oblasti.
 Jeho první část, skládající se z 12 sešitů a 8 výkresů, byla zveřejněna na v dubnu 2014:
- Paradigma a zlaté pravidlo - Změna paradigmatu města a čtyři pravidla pro možné plánování rozvoje jeho hodnot
- Deset základních tezí k obrazu města Prahy a jejich vzájemné provázání
- Slovník plánu - Návrat k přirozenému jazyku a objasnění základních pojmů Metropolitního plánu
- Století plánů pražské metropole - Exkurz do historie chápání a zobrazování veřejných prostranství Velké Prahy[nedostupný zdroj]
- Praha Atlas 5.000 - Terénní průzkum a inventura na prahu nového věku jako podklad pro vznik Metropolitního plánu[nedostupný zdroj]
- Topografie, krajina a parky - Krajina jako území, do kterého vstupuje město, krajina jako základ pro utváření města Archivováno 29. 9. 2020 na Wayback Machine.
- Ulice a náměstí - Hierarchie veřejného prostranství jako inverzní matrice utvářející obraz města v Metropolitním plánu
- Třetí rozměr města - Vzorec pro stanovení nových výškových hladin a možných dominant města
- Hranice města a lokality - Vymezení základní jednotky plánu, její popis a základní regulativy[nedostupný zdroj]
- Potenciál, priority a flexibilita - Klíčové postupné kroky a faktor času v plánování metropole Archivováno 29. 9. 2020 na Wayback Machine.
- Cesty lidí a zboží - Dopravní infrastruktura jako součást utváření veřejných prostranství
- Cesty médií a informací - Technická infrastruktura jako vybavení, bez kterého se život města neobejde[nedostupný zdroj]